# Bethlehem (Nouvelle-Zélande)
Pour les articles homonymes, voir Bethlehem.
La ville de Bethlehem est une banlieue de la ville de Tauranga dans l’Île du Nord de la Nouvelle-Zélande.

## Situation
Initialement, c’était une petite localité indépendante, qui est maintenant complètement absorbée par la cité de Tauranga, y compris un certain nombre de subdivisions comprenant Bethlehem Heights, Sterling Gate, La Cumbre, Saint Andrews, et Mayfield.

## Accès
Elle est située sur le trajet de la route State Highway 2/S H 2 (en) et renferme un petit centre commercial de village nommé Bethlehem Town Centre.

## Éducation
- Bethlehem School est une école primaire allant de l’année 1 à 6 avec un taux de décile de 8. Elle fut fondée en 1883 et a un effectif d’approximativement 385 élèves[2].
- Bethlehem Collège est une école religieuse catholique avec un décile de 10, enseignant aux enfants allant du jardin d’enfants jusqu’à 13 ans, intégrée au public, allant de la première à la 8e année et qui est la propriété de l’Église adventiste du septième jour. Elle a un effectif maximum de 125 élèves et un taux de décile de 6[3].